# ダニエル・K・イノウエ太陽望遠鏡
ダニエル・K・イノウエ太陽望遠鏡（ダニエル・K・イノウエたいようぼうえんきょう、英: Daniel K. Inouye Solar Telescope, DKIST）は、アメリカ・ハワイ州のマウイ島のハレアカラ天文台にあるアメリカ国立科学財団の太陽望遠鏡である。2019年12月にファーストライト（試験観測）。2021年11月19日には運用コミッショニングフェーズ（OCP）に入り、初期の科学観測を開始した。定常的な科学運用は2022年2月に正式にキックオフし、同年8月31日に就役式典が執り行われた。世界最大の太陽望遠鏡である。

## 概要
名称はハワイ州出身で日系アメリカ人初の連邦上院議員だったダニエル・K・イノウエに由来する。2019年12月ファーストライト（試験観測開始）。2022年2月23日に観測開始。世界最大の太陽望遠鏡である。
望遠鏡の建設には約3億4400万ドルの費用がかかり、ハレアカラ天文台のアメリカ国立太陽観測所内に建てられている。
観測所には直径約14フィート（約4メートル）の主鏡が置かれており、太陽の表面を詳細に観測できる。また、イギリスのクイーンズ大学は、観測所の望遠鏡は100キロメートル離れた場所にあるコインを見ることができるほどの性能であると発表している。
観測所にマウイ島が選ばれた理由として、晴れる日が多く、観測に必要な大気の条件が良好であったことなどが挙げられる。

## 建物

### 建設
望遠鏡の設置は2010年に計画され、当初は2017年に完成する予定だった。観測所敷地の基礎工事は2013年1月に開始され、望遠鏡の建屋は2013年9月に完成した。主鏡は2017年8月1日の夜間に観測所に運び込まれ、同月中には望遠鏡の構造はほぼ完成した。ファーストライトは2019年を予定している。

### 設計
望遠鏡のレンズ部分にアパーチャー設計を採用しており、僅かなコロナを観測する際に障害となる散乱光を最小限に抑えるはたらきをしている。これにより、微細なコロナへの補償光学の適用が可能になり、観測した画像を再構成する作業も容易になる。

## 主な提携機関
2014年現在、22の機関が観測所に協力している。

### 運営機関
施設運用：Association of Universities for Research in Astronomy

資金提供：アメリカ国立科学財団

内部研究員：アメリカ国立太陽観測所

### 外部研究機関
- ニュージャージー工科大学
- ハワイ大学
  - 天文学研究所（Institute for Astronomy）
- シカゴ大学
  - 天文学・天体物理学科（Department of Astronomy and Astrophysics）
  - 数学科（Department of Mathematics）

### 外部協力機関
- 空軍研究所
- カリフォルニア工科大学
  - 応用物理学研究所（Laboratories of Applied Physics）など
- カリフォルニア州立大学ノースリッジ校
  - 物理・天文学科（Department of Physics and Astronomy）
- ハーバード・スミソニアン天体物理学センター
- ミシガン州立大学
  - 物理・天文学科（Department of Physics and Astronomy）
- NASA
  - ゴダード宇宙飛行センター
  - マーシャル宇宙飛行センター
- プリンストン大学
- スタンフォード大学
- カリフォルニア大学ロサンゼルス校
- カリフォルニア大学サンディエゴ校
  - 天体物理・宇宙科学センター（Center for Astrophysics and Space Sciences）
- コロラド大学ボルダー校
- ロチェスター大学
  - 物理・天文学科（Department of Physics and Astronomy）